# Keiheuvel
Keiheuvel is een recreatiedomein en natuurgebied in de Belgische gemeente Balen. Het ligt onmiddellijk ten zuiden van de kom van het Balense deel van Wezel. Het gehele domein omvat 108 ha, waarvan 60 ha natuurgebied en de rest recreatiegebied. 34 ha wordt beheerd door Natuurpunt. Het gebied is Europees beschermd als onderdeel van Natura 2000-gebied Bovenloop van de Grote Nete met Zammelsbroek, Langdonken en Goor (habitatrichtlijngebied BE2100040).

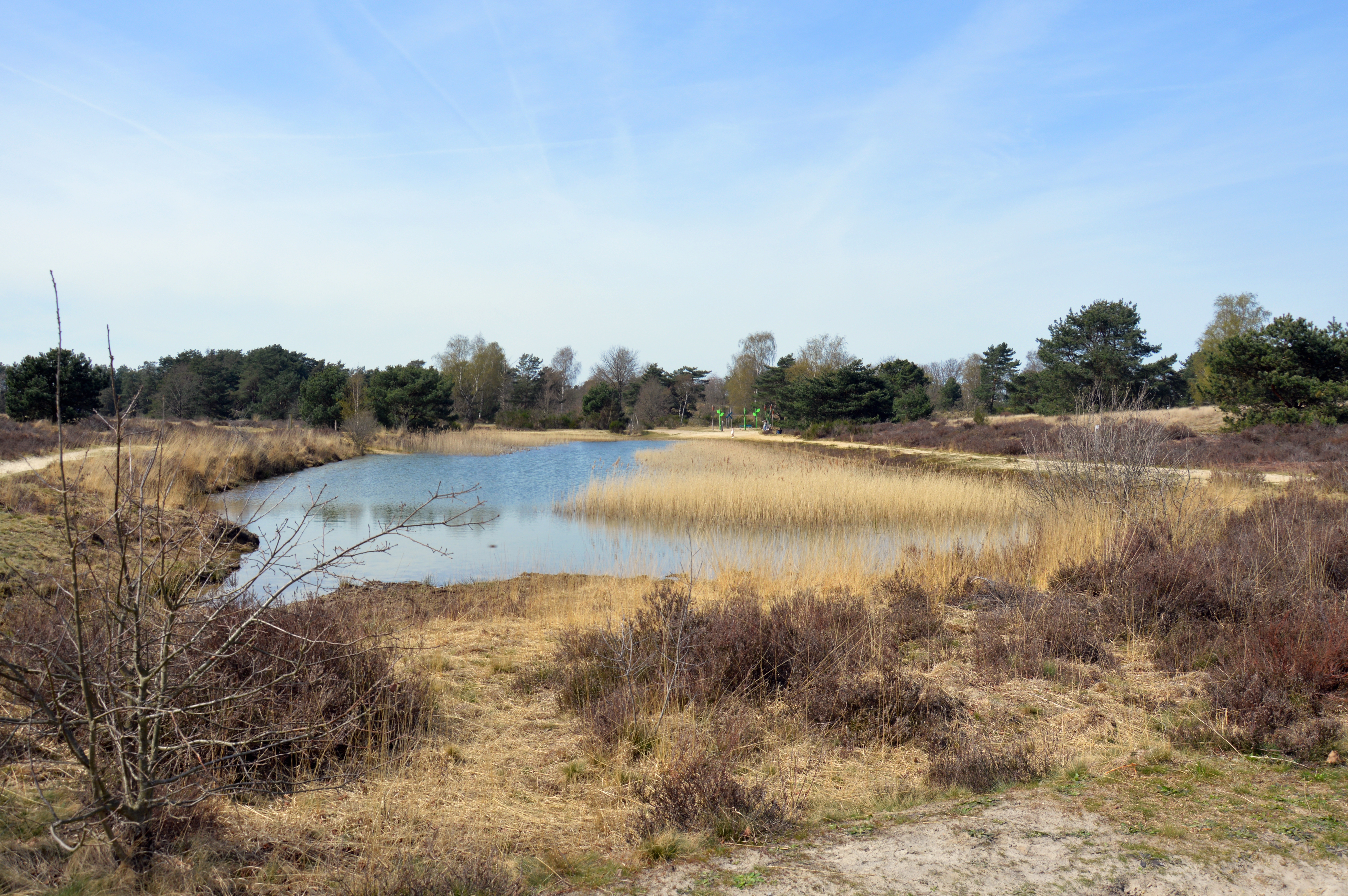
Vijvers in het natuurreservaat

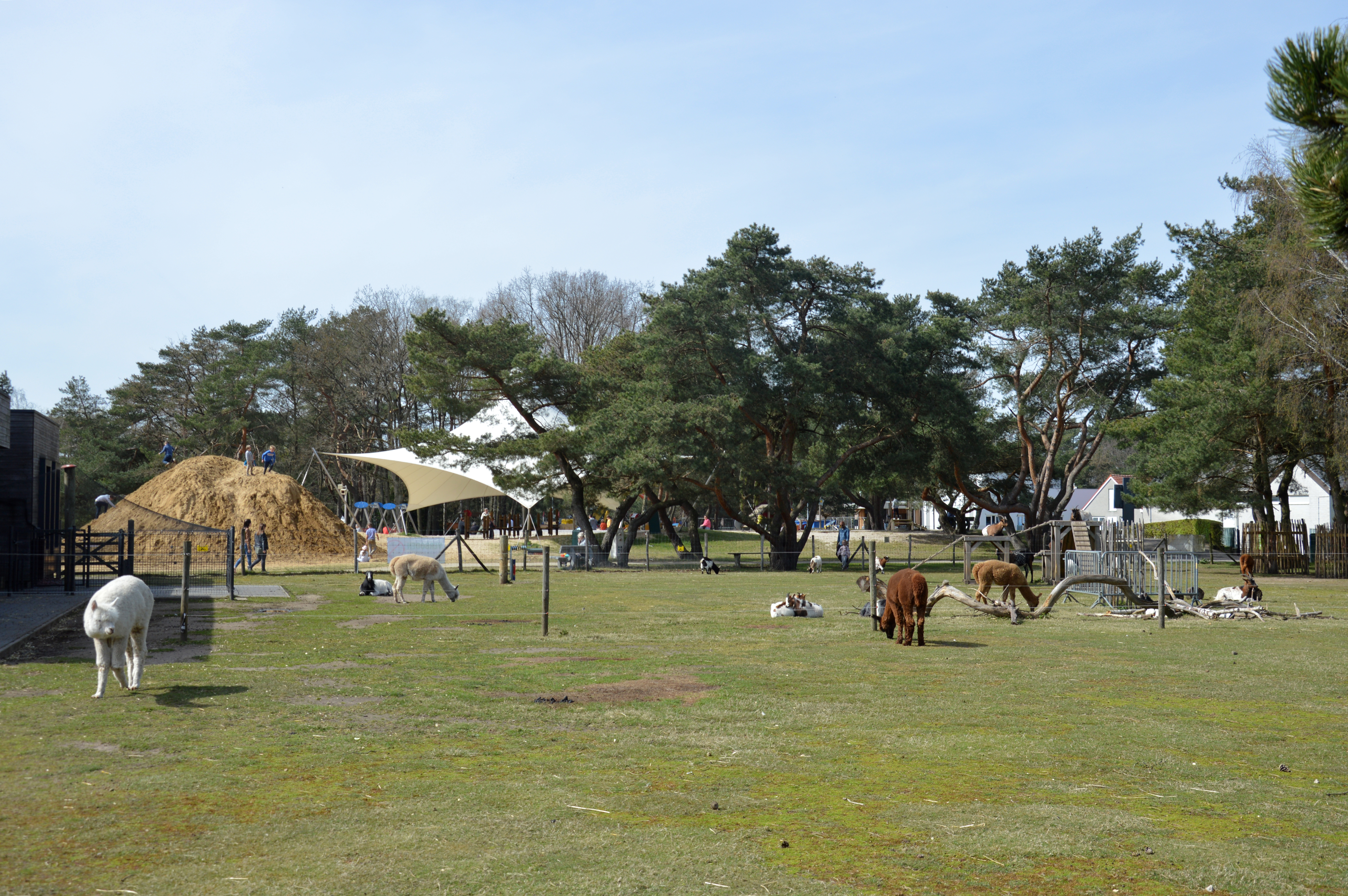
Kinderboerderij en speeltuin

## Natuurgebied
Het natuurgebied betreft een gebied van droge naaldbossen, heide en stuifzand. Feitelijk is het een in oost-westrichting georiënteerde dekzandrug die de scheiding vormt tussen de valleien van de Grote Nete en de Molse Nete. De boomleeuwerik en de sperwer broeden er, de tapuit heeft hier een rustgebied. Het gebied is rijk aan mossen, korstmossen en zwammen. Ook komen er diverse zeldzame insecten voor. Het gebied sluit aan bij het natuurdomein De Most, en een 8 km lange wandeling door beide gebieden is uitgezet.

## Recreatiegebied
In het recreatiegebied ligt het in 1956 geopende (zweef-)vliegveld Keiheuvel, is er een sporthotel en een camping, zijn er horeca-gelegenheden, zwembad, speeltuin en kinderboerderij. Hier is gelegenheid tot het bedrijven van diverse sporten.